# Joseba Azkárraga Rodero
Joseba Azkárraga Rodero (Agurain, 1950) és un polític basc d'ideologia nacionalista basca. Entre 1966 i 1987 va formar part del Partit Nacionalista Basc (PNB), i del 1989 al 2009 del partit polític Eusko Alkartasuna (EA), del qual va ser secretari general.

## Biografia[1]
Joseba Azkarraga pertany a una família de tradició nacionalista i vinculada al PNB quasi des dels seus orígens. És nebot de “Lurgorri”, José María Azkarraga Mozo, afusellat per les tropes franquistes en Derio l'any 1937. És nebot també de Luis Azcárraga Pérez-Caballero, general assassinat per ETA el 1988. Joseba Azkarraga sempre ha defès les vies polítiques per tal d'aconseguir els drets del Poble, motiu pel qual va condemnar, com va fer en qualsevol altre atemptat, la mort de Luiz Azcárraga, tot i que estaven molt distanciats en l'àmbit polític i personal.
L'any 1966 va començar a col·laborar clandestinament amb el PNB, i el 1972 el van detenir per la seua activitat política. Va participar activament en l'efervescent activitat política del PNB des de la mort de Franco fins al Referèndum que ratificà la Constitució espanyola de 1978. A l'any següent, el 1979, fou elegit diputat pel PNB per Àlaba. Aqueix any també va formar part de la primera Comissió especial d'investigació sobre maltractaments als detinguts del País Basc, que es creà en el Congrés. Entre 1982 i 1986 va ser el senador més votat per Biscaia. Durant la seua etapa com a senador tingué un paper rellevant en quant a la reinserció i excarceració de prop d'un centenar de presos que pertanyien a ETA VIII Assemblea. Aquesta era una escissió políticomilitar d'ETA que es va acollir a la denominada «vía Azkarraga»., i que va posar en marxa el Govern Garaikoetxea, que delegà en Azkarraga, el Conseller de Presidència d'aquest govern va ser Juan Porres, i comptà amb la col·laboració del Defensor del Poble, Joaquín Ruiz Giménez. Els principals trets de la mencionada via foren: la reinserció individualitzada, el rebuig a la lluita armada i la decisió de defendre els objectius de llibertat per al Poble Basc a través de les vies polítiques democràtiques. D'aquesta manera, es va aconseguir el retorn d'unes 200 persones exiliades.
Al 1986 tornà a ser elegit diputat pel PNB de Guipúscoa, i l'any 1987 va passar al Grupo Mixto, ja que el PNB es va escindir, originant el Eusko Alkartasuna (EA), formació per la qual al 1989 va ser reelegit diputat, en aquesta ocasió per Biscaia. Dels seus anys d'activitat política com a parlamentari destaca també la seua denúncia al terrorisme d'estat i les GAL, i la defensa a la insubmissió a l'exercit.
Entre 1993 i 2001 va fer un parèntesi en el terreny polític per tal de dedicar-se a l'empresa privada, amb el Grupo Cooperativo de Mondragón. L'any 1999 tornà a l'Executiva Nacional d'EA i al 2007 fou nomenat secretari general, un càrrec que va mantindre fins a la seua sortida de l'Executiva Nacional al març de 2009.
Com a membre d'EA també formà part del Govern Basc presidit per Juan José Ibarretxe. El seu primer càrrec en aqueix govern fou com a Conseller d'Ordenació i Territori, Habitatge i Medi Ambient, i al cap d'uns mesos va ser nomenat Conseller de Justícia, Ocupació i Seguretat Social. Aquest càrrec el va exercir des de setembre de 2001 fins a maig de 2009. La seua activitat com a membre de l'executiu basc en els darrers anys coincideix amb el projecte i promulgació del Nou Estatut Polític per a la Comunitat del País Basc (Pla Ibarretxe), que Azkarraga defensà en el Fòrum Europa l'any 2008. Dintre de la seua activitat com a Conseller de Justícia destaca la seua dedicació per la consecució de la pacificació i reconciliació del Poble Basc i la defensa dels Drets Humans. En aquest sentit van desenvolupar iniciatives com la institució del “Premi de Justícia Manuel de Irujo”, l'any 2002, per tal de reconèixer el treball d'aquelles persones o col·lectius que fossin exemple de la defensa de la Justícia i dels valors que l'encoratgen. I el Premi René Cassin, creat el 2003, amb la finalitat de reconèixer públicament i premiar a aquelles persones o col·lectius que durant la seua trajectòria personal o professional donen testimoni del seu compromís en la promoció, defensa i divulgació dels Drets Humans. Al maig de 2004 també es va celebrar el I Congrés Internacional pel Dret Humà a la Pau. I, per acabar, en el mateix sentit van estar els seus viatges internacionals a Irlanda o Sud-àfrica per a conèixer el desenvolupament dels processos de pau en tots dos països.
Una vegada ja havia abandonat la política pública tornà al Grupo Corporación Mondragon i ha exercit com a director del Sector Públic de Caja Laboral.
Des del juny de 2014, i seguint la línia del que ha estat la seua dedicació més important en l'àmbit polític, exerceix com a portaveu de Sare, plataforma ciutadana a favor dels drets dels presos, fugits i deportats bascs del grup terrotista ETA, presos que es troben en un règim penitenciari d'excepcionalitat.
Sobre el pensament de Joseba Azkarraga s'ha publicat el llibre "La cuestión vasca, dos miradas: Joseba Azkarraga y Javier Sádaba" i la seua bibliografia "Joseba Azkarraga. La libertad y los derechos humanos como objetivo".